# سید جعفر غضبان
سید جعفر غضبان (۱۲۷۷ تا ۱۳۵۰) حقوقدان، نویسنده، مترجم، از بنیانگذاران انجمن ایرانی تاریخ علوم و طب و از اعضاء انجمن ادبی فرهنگستان ایران است.

## زندگانی
غضبان در سال ۱۲۷۷ خورشیدی در نجف متولد و از زمان کودکی به فراگیری قرآن مشغول شد. او در آن زمان در دروس قدیم و دروس جدید شرکت کرد اما به دلیل وضعیت آب و هوای نجف، به ضعف مزاج مبتلا شد و علی‌رغم مصرف دارو و درمان‌های مختلف، وضعیتش بهبود نیافت تا اینکه پزشکان به او پیشنهاد مهاجرت به ایران را دادند. به همین دلیل در سال ۱۳۰۱ به تهران آمد و در سال بعدش، اولین کتابش را با نام «طبایع زنان» منتشر کرد.

## تالیفات
سید جعفر غضبان در طول حیات کتب و مقالات متفاوتی را تألیف و ترجمه کرده‌است. برخی از این تالیفات عبارتند از:
- قانون چیست و چگونه بوجود آمد؟[۲]
- زندگانی امام حسن[۳]
- زندگی امام جعفر صادق[۳]
- تلقیح مصنوعی در انسان[۴]
- حقوق انسان[۵]
- گوشه ای از اسرار تاریخ اسلام[۳]
- قاضی و قضاوت در اسلام[۶]
- اعجاز قرآن[۳]
- ترجمه عیون الانباء فی طبقات الاطباء[۳]
- شخصیت حضرت علی[۳]

## مسئولیت‌های دولتی
غضبان در اردیبهشت سال ۱۳۰۶ به عنوان کارمند عالی‌رتبه در اداره ثبت مشغول به کار شد و مدتی را نیز به عنوان دادستان اداره کل ثبت فعالیت می‌کرد. وی قبل از دادستانی، ریاست اداره کل ثبت شهرهای مختلفی مانند تهران، رشت، مازندارن، سمنان، قزوین، یزد و کرمانشاه را نیز برعهده داشت.